# メルヴェ・オリヴィエ
メルヴェ・オリヴィエ（Merwe Olivier、2002年10月9日 - ）は、南アフリカ共和国出身のラグビーユニオン選手。ジャパンラグビーリーグワンのクボタスピアーズ船橋・東京ベイに所属している。

## 経歴
南アフリカ共和国ブルームフォンテーンにあるグレイカレッジ（Grey College）を卒業。
ブルズのユースシステムを経て、2022年にU20南アフリカ共和国代表に選出された。
2023年の南アフリカラグビーU21カップ（SA Rugby under-21 Cup）には、ブルズU21チームで出場。
2023年、カリーカップ1部リーグ（プレミアディビジョン）のブルー・ブルズに加入。ゴールデン・ライオンズ戦でプロデビューした。
ブルズとしては、2023-24シーズンのユナイテッド・ラグビー・チャンピオンシップに出場した。
2024年9月26日、ジャパンラグビーリーグワンのクボタスピアーズ船橋・東京ベイに、21歳で入団した。同年12月22日に行われたJAPAN RUGBY LEAGUE ONE第1節カンファレンスBトヨタヴェルブリッツ戦にて先発出場でリーグワン公式戦初出場を果たした。